# Silent Youth
Silent Youth (tj. Tiché mládí) je německý hraný film z roku 2012, který režíroval Diemo Kemmesies podle vlastního scénáře. Film pojednává o vztahu dvou mladíků. Snímek měl světovou premiéru na filmovém festivalu Cine Jove ve Valencii dne 15. května 2012.

## Děj
Marlo přijíždí z Lübecku do Berlína na návštěvu ke své kamarádce Franzi. Při své večerní procházce městem potkává Kirilla. Oba mladíci poté společně a téměř beze slov prochodí noční Berlín a ráno se při rozloučení dohodnou, že se druhý den znovu uvidí. Na svém druhém setkání je Kirillův otec odveze k letišti Tempelhof, odkud opět jdou na procházku městem. Kirill poté vezme Marla k sobě na studentskou ubytovnu, kde se oba opatrně a pozvolna tělesně sblíží. Kirill je následujícího dne z vývoje událostí rozrušený a rozčilený a Marlo se ho snaží uklidnit. Konec filmu zůstává otevřený, zdali se jim tento rozpor podaří překonat.

## Obsazení
| Martin Bruchmann | Marlo         |
| Josef Mattes     | Kirill        |
| Linda Schüle     | Franzi        |
| Mathias Neuber   | Kirillův otec |